# Saint-Julien-Beychevelle
Saint-Julien-Beychevelle é uma comuna francesa na região administrativa da Nova Aquitânia, no departamento da Gironda. Estende-se por uma área de 16,17 km². Em 2010 a comuna tinha 603 habitantes (densidade: 37,3 hab./km²).